# Margareta Sambiria av Pommerellen
Margareta "Sambiria" av Pommerellen, född 1230/1234, död 1 december 1282, var drottning av Danmark som gift med Kristofer I av Danmark (1219—1259), och Danmarks regent mellan 1259 och 1266 som förmyndare för sin son Erik Klipping. Som regent fick hon tillnamnet "Spränghäst" och "Svarta Grete" på grund av sin viljestyrka och energi. 

## Biografi
Dotter till Mechtild av Mecklenburg och Sambor II av Pommerellen, gift 1248 med Kristofer I av Danmark. Efter makens tronbestigning 1252 kröntes hon till drottning vid hans sida. Margareta blev tidigt aktiv inom politiken. Under makens regeringstid förekom en konflikt mellan kung Kristofer och ärkebiskop Jakob Erlandsen, som krävde att kyrkan skulle stå helt fri från världslig överhöghet, med egna lagar, egen armé och med ärkebiskopen som en parallell monark som furstbiskop av Skåne. Konflikten ledde till ärkebiskopens arrestering. 

### Regeringstid
Efter Kristofers död 1259 blev Margareta Danmarks regent under sin son Erik Klippings minderårighet. Hon var den första änkedrottning som blev regent i Danmark. Hon stod då både inför konflikten mellan kronan och ärkebiskopen, och ansvaret för att skydda sin sons tron mot hennes svåger kung Abels änka Mecthild och dennas son, och hennes svåger kung Erik Plogpennings döttrar. 
Hon tvingades efter sitt makttillträde frige ärkebiskopen, men konflikten avslutades ändå då hon tvingade ärkebiskopen att lämna landet.
Förhandlingar mellan Holsteins grevar och änkedrottning Mechtild hade lett till att hertigdömet Slesvig överlåtits på prins Erik Abelsen. Margareta ledde 1261 ett krigståg mot Slesvig, som dock ledde till att hon och hennes son tillfångatogs på Lohede av fienden. Hon lyckades dock utverka en frigivning efter ett ingripande av hertig Albrecht av Braunschweig.    
Hon kunde inte förhindra att Abels änka Mecthild gifte sig med Birger Jarl och att Erik Plogpennings döttrar Sofia och Ingeborg gifte sig med kungarna av Sverige och Norge, och därmed bidrog till omringningen av Danmark, men hon lät placera Agnes och Jutta i kloster. 
Trots dessa bakslag beskrivs Margareta som en vital, handlingskraftig och kompetent regent och en i slutändan framgångsrik försvarare av hennes makes blodslinje på tronen. Hon stöddes av sin far och av Albrecht av Braunschweig, som 1262-63 var riksföreståndare. Abelslinjen av kungasläkten tvingades till slut nöja sig med hertigdömet Slesvig, och hon säkrade arvsföljden för sin makes och sons blodslinje genom att utverka påvens stöd för att införa kvinnlig tronföljd i Danmark. Hon arbetade för att få Erik Plogpenning helgonförklarad för att underminera Abelslinjen. 
Hon avslutade också konflikten mellan kungamakten och kyrkan då påven underkände danska kyrkans krav: förhandlingarna om denna fråga pågick fortfarande när hennes son år 1266 förklarades myndig och hennes mandat som regent därmed upphörde, men hon fortsatte även efter detta att föra förhandlingarna med påvestolen tills konflikten var avslutad.

### Senare liv
När hennes son Erik år 1266 förklarades myndig och Margaretas regentskap därmed avslutades, gav han henne istället Estland, som då tillhörde Danmark, som personlig förläning att styra över på livstid. Margareta styrde därefter Estland som dess regent från sin bostad på Nykøbing Slot i Falster. Hon fortsatte samtidigt att inofficiellt utöva inflytande över Danmarks politik fram till sin död. 
Efter sin död 1282 begravdes hon i Doberaner Münster i Doberan i norra Tyskland.

## Barn
1. Erik Klipping (1249-1286), kung av Danmark
2. Margareta (död 1306), gift med greve Johan II av Holstein (död 1320/1322)